# مايك بيج
مايك بيج (بالإنجليزية: Mike Page)‏ هو لاعب كرة قاعدة أمريكي، ولد في 12 يوليو 1940 في وودروف في الولايات المتحدة.

## وصلات خارجية
- مايك بيج على موقعبيزبول رفرنس.كوم (الدوري الرئيسي) (الإنجليزية)
- مايك بيج على موقعبيزبول رفرنس.كوم (الدوري الثانوي) (الإنجليزية)